# Ottmar von Fuehrer
Ottmar Franz von Fuehrer (* 19. April 1896 nach anderen Quellen 1900 in Sarajevo, Österreich-Ungarn; † 8. Mai 1967 in Pittsburgh, Allegheny County, Pennsylvania) war ein US-amerikanischer Maler und Illustrator österreichischer Abstammung, der vornehmlich Wandgemälde gestaltete.

## Leben
Von Fuehrer war der Sohn von Ludwig von Führer (1866–1937) und Anna von Führer, geborene Ukovitch. Sein Vater war ab 1902 Kurator am Museum Transsylvanicum im damaligen Klausenburg (heute Cluj-Napoca). Von Fuehrer war Praktikant bei seinem Vater, wobei er ihn auch auf Feldexpeditionen begleitete, wo sie Exemplare für verschiedene Museen, darunter das Walter Rothschild Zoological Museum in Tring, das Zoologische Museum Sankt Petersburg und das Naturhistorische Museum Wien, sammelten. Sein Studium absolvierte von Fuehrer an der Akademie für angewandte Kunst Wien und an der Universität Wien. 1921 wanderte er in die Vereinigten Staaten aus, wo er sich in Pittsburgh, Pennsylvania niederließ. Er studierte am Carnegie Institute of Technology (heute Carnegie Mellon University) und arbeitete dann von 1926 bis 1965 am Carnegie Museum of Natural History als Präparator und Künstler, wo er zahlreiche Landschafts-Hintergründe für Dioramen mit Vogelgruppen schuf. Eines seiner bekanntesten Werke war ein Wandgemälde eines Tyrannosaurus rex aus dem Jahr 1950, das sich früher über der Dinosaurier-Halle befand. Er malte die Hintergründe für alle Gruppen im Botaniksaal, außer für den Wald und den Kräutergarten. 1926 heiratete er die deutschstämmige Künstlerin Hanne Hering (* 1900), die ebenfalls am Carnegie Museum tätig war. Von Fuehrer reiste und malte auch im Westen und Südwesten der Vereinigten Staaten, wo Landschaftsbilder in Wyoming sowie Szenen in Colorado, New Mexico und Arizona entstanden. 
Später wechselte von Fuehrer nach Gainesville in Florida, wo er am Florida State Museum tätig war. Er malte vornehmlich mit Ölfarben und Aquarellfarben. Von Fuehrer hatte Ausstellungen in der American Ornithologists’ Union und im Cooper Ornithological Club.
Ein prominenter Schüler Ottmar von Fuehrers ist der Paläokünstler Jay Matternes.
Ottmar von Fuehrer starb am 8. Mai 1967 durch Suizid.